# العلاقات الأسترالية المنغولية
العلاقات الأسترالية المنغولية هي العلاقات الثنائية التي تجمع بين أستراليا ومنغوليا.

## مقارنة بين البلدين
هذه مقارنة عامة ومرجعية للدولتين:
| وجه المقارنة                                              | أستراليا                                   | منغوليا         |
| --------------------------------------------------------- | ------------------------------------------ | --------------- |
| المساحة (كم2)                                             | 7.69 مليون                                 | 1.57 مليون      |
| عدد السكان (نسمة)                                         | 24.51 مليون                                | 3.08 مليون      |
| الكثافة السكانية (ن./كم²)                                 | 3.19                                       | 1.96            |
| العاصمة                                                   | كانبرا، ملبورن                             | أولان باتور     |
| اللغة الرسمية                                             | لغة إنجليزية                               | اللغة المنغولية |
| العملة                                                    | دولار أسترالي، جنيه إسترليني، جنيه أسترالي | توغروغ منغولي   |
| الناتج المحلي الإجمالي (بليون دولار)                      | 1.32 تريليون                               | 11.49 مليار     |
| الناتج المحلي الإجمالي (تعادل القوة الشرائية) بليون دولار | 1.10 تريليون                               | 36.16 مليار     |
| الناتج المحلي الإجمالي الاسمي للفرد دولار أمريكي          | 56.31 ألف                                  | 3.97 ألف        |
| الناتج المحلي الإجمالي للفرد دولار أمريكي                 | 45.92 ألف                                  | 11.95 ألف       |
| مؤشر التنمية البشرية                                      | 0.939                                      | 0.727           |
| رمز المكالمات الدولي                                      | +61                                        | +976            |
| رمز الإنترنت                                              | .au                                        | .mn             |
| المنطقة الزمنية                                           |                                            | ت ع م+08:00     |

## منظمات دولية مشتركة
يشترك البلدان في عضوية مجموعة من المنظمات الدولية، منها:
| علم المنظمة | اسم المنظمة                               | تاريخ انضمام أستراليا | تاريخ انضمام منغوليا |
| ----------- | ----------------------------------------- | --------------------- | -------------------- |
|             | يونسكو                                    | 4 نوفمبر 1946         | 1 نوفمبر 1962        |
|             | الفريق المعني برصد الأرض                  | ?                     | ?                    |
|             | مؤسسة التمويل الدولية                     | 20 يوليو 1956         | 14 فبراير 1991       |
|             | المركز الدولي لتسوية المنازعات الاستشارية | 1 يونيو 1991          | 14 يوليو 1991        |
|             | بنك التنمية الآسيوي                       | 1966                  | 1991                 |
|             | منظمة حظر الأسلحة الكيميائية              | ?                     | ?                    |
|             | مؤسسة التنمية الدولية                     | 24 سبتمبر 1960        | 14 فبراير 1991       |
|             | منظمة التجارة العالمية                    | ?                     | ?                    |
|             | وكالة ضمان الاستثمار متعدد الأطراف        | 10 فبراير 1999        | 21 يناير 1999        |
|             | الاتحاد البريدي العالمي                   | ?                     | ?                    |
|             | الاتحاد الدولي للاتصالات                  | 27 مايو 1878          | 27 أغسطس 1964        |
|             | منظمة الشرطة الجنائية الدولية             | ?                     | ?                    |
|             | الأمم المتحدة                             | 1 نوفمبر 1945         | 27 أكتوبر 1961       |
|             | البنك الدولي للإنشاء والتعمير             | 5 أغسطس 1947          | 14 فبراير 1991       |
|             | منتدى آسيان الإقليمي ‏                     | ?                     | ?                    |

## أعلام
هذه قائمة لبعض الشخصيات التي تربطها علاقات بالبلدين:
- كوستيا تسزيو (19 سبتمبر 1969 – )

## وصلات خارجية
- موقع وزارة الخارجية الأسترالية
- موقع وزارة الخارجية المنغولية